# Kika Moreno
Pour les articles homonymes, voir Moreno.
Kika Moreno, née le 25 janvier 1997 au Venezuela, est une footballeuse internationale vénézuélienne. Elle évolue comme milieu de terrain au Deportivo La Corogne.

## Biographie
Avec l'équipe du Venezuela, elle participe à la Copa América féminine 2014.